# نور (اسلام)
نور (Nūr)، به معنای «واضح بودن و واضح ساختن»، بهترین کلید واژه برای شناخت خدا و چگونگی ارتباط ساحت ربوبی با ماسوی الله است. در قرآن کریم، خدای متعال صریحاً با نام «نور» یاد شده‌ است: اللَّهُ نُورُ السَّماواتِ وَ الْأَرْضِ‏(نور۳۵)

## نور الانوار
اللَّهُ نُورُ السَّماواتِ وَ الْأَرْضِ‏، اصل حقیقت کمالیه نور است، و به همین معنی است که اشراقیین از واجب الوجود علی الاطلاق به «نور الانوار» تعبیر کرده‌اند.

## لوح محفوظ
لوح محفوظ: در اصطلاح صوفیه یکی از مراتب نور الهی است که در مرتبه‌ای از مراتب خلق و آفرینش متجلی است و تمام موجودات در آن، بالاصاله نمایان است و بنا بر این می‌توان گفت که مرتبهٔ علم تفصیلی حق است.

## ریشه و عامل حیطه‌هایادراکیاز نظرمولوی
1. نورِ دل: که خود انشعابی از نورِ جان است.
2. نورِ جان: که خود شاخهٔ منشعب شده از نور اسماء و صفات الهی می‌باشد.
3. نورِ اسماء و صفات: خود شاخه ای منشعب شده از ذاتِ الهی است.
4. ذاتِ الهی.

## مثنوی معنوی
نیست دید رنگ بی‌نور برون‏-همچنین رنگ خیال اندرون‏
این برون از آفتاب و از سها-و اندرون از عکس انوار علی‏
نور نور چشم خود نور دل است‏-نور چشم از نور دل‌ها حاصل است‏
باز نور نور دل نور خداست‏-کاو ز نور عقل و حس پاک و جداست‏

## نور جان جزئی و کلی
مولانا به تقسیم‌بندی نور جان جزئی و نور جانِ کلی (جانِ جانان) می‌پردازد، در این دیدگاه نور جانِ ارسال‌شده به سمت انسان، به صورت متناوب، ضربان دار و لحظه به لحظه مانند یک رودِ جاری به پیکره و دلِ انسان واردشده و باعث حیات و کارکرد اعضای حیاتی انسان می‌گردد.
سرنای جان‌ها را در می‌دمی تو دم دم‏-نی را چه جرم باشد چون تو همی خروشی‏